# Magmatska diferencijacija
Magmatska diferencijacija je naziv za različite procese kojima magma mijenja svoj kemijski sastav tijekom procesa parcijalnog taljenja i hlađenja, te položaja erupcije.

## Definicije

### Primarne taljevine
Primarna taljevina je taljevina koja nastaje kada se stijena tali. Primarne taljevine nisu podlegle nikakvoj diferencijaciji pa predstavljaju početni sastav magme. U prirodi se rijetko nalaze primarne taljevine. Leukosomi migmatita su primjeri primarnih taljevina. Od posebne važnosti su primarne taljevine koje potječu iz plašta, poznate pod nazivom "primitivne taljevine" ili primitivne magme. Pronalaskom sastava primitivne magme neke magmatske serije moguće je modelirati sastav plašta iz kojeg je taljevina nastala, što je važno u razumijevanju evolucije plašta.

### Roditeljske taljevine
Gdje je nemoguće naći primitivni ili primarni sastav magme, često je korisno pokušati otkriti roditeljsku taljevinu. Roditeljska taljevina je sastav magme iz koje je promatrani raspon geokemijskih karakteristika magme izveden procesima magmatske diferencijacije. To ne mora biti primitivna taljevina.
Na primjer, za serije bazaltnih tokova smatra se da su povezane. Sastav iz kojeg bi mogle biti proizvedene frakcijskom kristalizacijom naziva se roditeljska taljevina. Hipoteza da dijele zajedničku roditeljsku taljevinu može se testirati stvaranjem modela frakcijske kristalizacije.

### Kumulatne stijene
Nakupina kristala nastalih frakcijskom kristalizacijom tijekom diferencijacijskih procesa u magmi poznati su kao kumulatne stijene. Nalazeći je li stijena kumulatna ili nije, od posebne je važnosti, ako se može iznaći sastav primarne ili primitivne taljevine. Saznanje je li magma izbacila kumulatne minerale ili ne, važno je čak i za stijene koje ne sadrže fenokristale.

## Osnovni uzroci diferencijacije
Primarni izvor promjene sastava magme je hlađenje, koje je inevitable posljedica nastanka magme i njene migracije iz mjesta parcijalnog taljenja u područja nižeg tlaka – općenito hladnijeg područja kore.
Hlađenje uzrokuje početak kristalizacije minerala iz taljevine ili likvidnog dijela magme. Većina magma su mješavine tekućih stijena (taljevine) i minerala (fenokristala). 
Kontaminacija je drugi uzrok magmatske diferencijacije. Kontaminacija može biti uzrokovana asimilacijom okolnih stijena, miješanjem dviju ili više magma ili čak nadopunjavanjem magmatske komore svježom, vrućom magmom.
Cijelu skalu mehanizama diferencijacije možemo nazvati FARM procesom, što je skraćeno od frakcijska kristalizacija, asimilacija, nadopunjavanje i miješanje magma (eng. Fractional crystallization, Assimilation, Replenishment, Magma mixing).

### Frakcijska kristalizacija magmatskih stijena
Frakcijska kristalizacija je jedan od najvažnijih geokemijskih I fizikalnih procesa koji se događaju unutar kore i plašta.
Frakcijska kristalizacija je uklanjanje i odvajanje minerala, koji se precipitiraju iz taljevine, što mijenja sastav taljevine.
Radi se o veoma složenom procesu u silikatnim taljevinama (magmama), koji je usporediv s kemijskim sustavima u laboratoriju zbog utjecaja vrlo različitih pojava, od kojih su najvažnije sastav, temperatura i tlak magme tijekom hlađenja.
Sastav magme prvenstveno kontrolira koji mineral će kristalizirati kako se taljevina hladi nakon prelaska likvidusa. Na primjer, u mafitnim i ultramafitnim taljevinama, MgO i SiO2 komponente određuju hoće li se precipitirati forsteritni olivin ili enstatitni piroksen.
Dvije magme sličnog sastava i temperature mogu kristalizirati različite minerale na različitim tlakovima. Primjer je visokotlačna frakcijska kristalizacija granita pri čemu nastaje jedno-feldspatni granit, te niskotlačna koja proizvodi dvo-feldspatne granite.
Parcijalni tlak volatilnih faza u silikatnim taljevinama je također od velike važnosti, posebno u kristalizaciji blizu solidusa kod granita.

### Asimilacija
Asimilacija je popularan mehanizam za objašnjavanje felzifikacije ultramafitnih I mafitnih magma koje se uzdižu kroz koru. Asimilacija je proces u kojem vruća primitivna magma prodire u hladniju, felzitnu koru, pri čemu se felzitna kora tali pa dolazi do miješanja te nastanka rezultirajuće taljevine. Ovaj proces mijenja sastav primitivne magme.
Ovakav učinak može se očekivati, a jasno je potvrđen na mnogo mjesta. Međutim, postoji opće oklijevanje u priznavanju važnosti ovoga procesa. Svojstva i slijed vrsta stijena ne pokazuju pravilnu povezanost sa sedimentnim i ostalim materijalom za koje se pretpostavlja da su se otopili u magmi. Također, tamo gdje se zna da je došlo do asimilacije okolnog materijala, produkti imaju abnormalne karakteristike i lako ih je razlikovati od uobičajenih tipova stijena.

### Nadopunjavanje
Kada taljevina podliježe hlađenju duž opadajućeg likvidudsa, rezultati su ograničeni na proizvodnju homogenog čvrstog tijela intruzivne stijene, s uniformnom mineralogijom i sastavom te djelomično izdiferenciranom kumulatnom masom sa slojevima, zonama različitog sastava, itd. Ovakvo ponašanje može se predvidjeti te vrlo lako dokazati geokemijskim istraživanjima.
U takvim slučajevima u magmatskoj komori nastaje bliska aproksimacija idealnog Bowenovog reakcijskog niza.
Međutim, većina magmatskih sustava je polifazna, s nekoliko pulseva magmatizma. U takvim slučajevima, opadajući likvidus je isprekidan injekcijama svježih serija vruće magme koja nije izdiferencirana. Ovo može uzrokovati ekstremnu frakcijsku kristalizaciju zbog tri glavna učinka: dodatna toplina dobavlja dodatnu energiju koja dopušta snažniju konvekciju, zatim resorpciju postojećih mineralnih faza natrag u taljevinu, a može uzrokovati i precipitaciju visokotemperaturnih oblika postojećih minerala ili drugih visokotemperaturnih minerala.                                                                           
Svježa magma mijenja sastav taljevine, što mijenja kemiju faza koje se precipitiraju. Na primjer, plagioklas se prilagođava opadajućem likvidusu tako što naprije nastaje anortit koji, kada je uklonjen, mijenja ravnotežni mineralni sastav u oligoklas ili albit. Nadopunjavanjem magme može doći do obratne situacije, tako da je više anortita precipitirano iznad kumulatnih slojeva albita. Svježa magma destabilizira minerale koji se precipitiraju kao serije čvrstih otopina – promjena sastava i temperature može uzrokovati krajnje brzu kristalizaciju određenih mineralnih faza koje podliježu fazi eutektske kristalizacije.

### Miješanje magma
Miješanje magma je proces u kojemu se dvije magme susreću, izmiješaju te formiraju magmu intermedijalnog sastava.
Miješanje magma je učestao proces u vulkanskim magmatskim komorama, koje se komore otvorenog sustava, gdje magme ulaze u komoru, podliježu određenom obliku asimilacije, frakcijske kristalizacije i ekstrakcije parcijalne taljevine (putem erupcije lave, te nadopunjavanja.
Miješanje magmi također teži pojavljivanju u nižim nivoima kore, a smatra se jednim od primarnih mehanizama nastanka neutralnih stijena poput monzonita i andezita. Ovdje se silicijska kora tali zbog prijenosa topline i povećanog toka volatila zbog subdukcije, pa se formira felzitna magma (granitoidnog sastava).  Ove magme poznate su kao potpločavajuće magme. Bazaltne primarne taljevine nastale u plaštu ispod kore uzdižu se i miješaju s potpločavajućim magmama, što rezultira magmom sastava između bazaltnog i riolitnog.